# Cardiophorus taylori
Cardiophorus taylori là một loài bọ cánh cứng trong họ Elateridae. Loài này được Cobos miêu tả khoa học năm 1970.